# ريتشارد كاميرون
ريتشارد كاميرون (بالإنجليزية: Richard Cameron)‏ هو كاتب مسرحي بريطاني، ولد في 16 يونيو 1948 في دونكاستر في المملكة المتحدة.

## وصلات خارجية
- ريتشارد كاميرون على موقع IMDb (الإنجليزية)